# Salvatierra de los Barros
Salvatierra de los Barros é um município da Espanha na comarca de Sierra Suroeste, província de Badajoz, comunidade autónoma da Estremadura, de área 75 km². Em 2021 tinha 1 608 habitantes (densidade: 21,4 hab./km²).

## Demografia
| Variação demográfica do município entre 1991 e 2004 [carece de fontes?] | Variação demográfica do município entre 1991 e 2004 [carece de fontes?] | Variação demográfica do município entre 1991 e 2004 [carece de fontes?] | Variação demográfica do município entre 1991 e 2004 [carece de fontes?] |
| ----------------------------------------------------------------------- | ----------------------------------------------------------------------- | ----------------------------------------------------------------------- | ----------------------------------------------------------------------- |
| 1991                                                                    | 1996                                                                    | 2001                                                                    | 2004                                                                    |
| 2020                                                                    | 2012                                                                    | 1896                                                                    | 1889                                                                    |